# Lars Lagerbäck
Lars Lagerbäck (født 16. juli 1948 i Katrineholm, Sverige) er en tidligere svensk fodboldspiller og -træner og nuværende landstræner for Norge. Lagerbäck har været landholdstræner for Sverige, Nigeria, Island (2011-2016) samt træner i en række svenske klubber.
Mens Lagerbäck var svensk landholdstræner, lykkedes det svenskerne at kvalificere sig til samtlige EM og VM-slutrunder på nær VM i 2010, der var hans sidste kvalifikationsturnering som svensk træner.
Lagerbäck førte sensationelt det islandske fodboldlandshold til EM i Frankrig i 2016. Her kom holdet til kvartfinalerne. Inden EM offentliggjorde Lagerbäck, at han ville stoppe efter slutrunden.

## Aktive karriere
Lagerbäcks aktive karriere strakte sig fra 1960 til 1974, hvor han spillede for de to mindre svenske klubber Alby FF og Gimonäs CK.

## Trænerkarriere
Lagerbäck startede som træner i 1977, og stod i de første år i spidsen for de svenske klubber Kilafors IF, Arbrå BK og Hudiksvalls ABK. I 1990 blev han af Sveriges fodboldforbund tilknyttet nationens ungdomslandshold som træner, en post han besad frem til 1998. Herefter var han i to år assisterende landstræner under den daværende cheftræner Tommy Söderberg.

### Landstræner for Sverige
Lagerbäck blev i år 2000 sidestillet med Söderberg, og kunne dermed officielt kalde sig træner for det svenske landshold. Sammen førte duoen Sverige frem til først VM i 2002, hvor holdet nåede 1/8-finalen, samt EM i 2004, hvor man blev slået ud i kvartfinalen. Efter 2004-slutrunden forlod Söderberg landsholdet, og Lagerbäck blev gjort eneansvarlig.
Lagerbäck har efterfølgende ført svenskerne til VM i 2006, hvor man igen nåede 1/8-finalen. Man kvalificerede sig også til EM i 2008, efter i kvalifikationen blandt andet at have elimineret Danmark. Til slutrunden i Østrig og Schweiz måtte man dog se sig slået ud allerede i det indledende gruppespil. Efter ikke at have kvalificeret sig til VM i 2010, sagde Lagerbäck sit job som svensk landstræner op.

### Landstræner for Nigeria
Lagerbäck blev den 26. februar 2010 præsenteret som træneren der skulle føre Nigerias landshold til succes ved VM i 2010.